# Кравченко, Галина Сергеевна
Гали́на Серге́евна Кра́вченко (29 января [11 февраля] 1905, Казань — 5 марта 1996, Москва) — советская актриса театра и кино, одна из первых выпускниц Государственного техникума кинематографии, звезда немого кино, Заслуженная артистка РСФСР (1980).

## Биография
Галина Кравченко родилась 29 января (11 февраля) 1905 года в Казани. После Октябрьской революции переехала вместе с матерью в Москву. В 1920 году поступила в 1-ю Госкиношколу. В 1921 году окончила Театрально-хореографическое училище при Большом театре по классу Александра Горского. В 1921—1922 годах была солисткой балета в Оперном театре Зимина, в 1922—1924 годах — солисткой балета Экспериментального театра. В 1924 году дебютировала в кино, исполнив эпизодическую роль в фильме «Аэлита». С успехом снималась в фильмах кинофабрики «Межрабпом-Русь».
В 1928 году вышла замуж за актёра Андрея Файта, но брак продолжался недолго. В конце 1929 года познакомилась с военным лётчиком Александром Каменевым, старшим сыном Льва Каменева, и через год вышла за него замуж. Молодожёны поселились в правительственном доме у Каменева на Манежной улице. В 1931 году у них родился сын Виталий. 
В 1933 году во время съёмок в Ленинграде была арестована по ложному обвинению и двенадцать дней содержалась в одиночной камере тюрьмы на Шпалерной, где объявила голодовку.
16 декабря 1934 года был арестован свёкр, Лев Каменев (расстрелян в 1936 году), а 5 марта 1935 года — и муж (расстрелян в 1937 году). В 1936 году была арестована свекровь, Ольга Каменева (расстреляна в 1941 году). Кравченко со своим пятилетним сыном и младшим сыном Каменевых Юрием была выселена из квартиры в дом ЦК на улице Горького. В 1937 году Юрий был отправлен в детский дом, а в 1938 году расстрелян.
После этого больших ролей ей уже не давали, к тому же она стала «выходить из моды»: аристократки и певички, которых она раньше с успехом играла, стали почти невостребованными, а на роли комсомолок-строительниц светлого будущего актриса плохо подходила. 
В этот период познакомилась с грузинским режиссёром Николаем Санишвили. 31 мая 1937 года от него родилась дочь, Карина Санова (Шмаринова). В 1939 году Кравченко вышла замуж за Николая Санишвили, который усыновил Виталия.
В 1942—1943 годах — артистка Русского драматического театра им. Грибоедова в Тбилиси, затем — Театра-студии киноактёра в Москве.
В 1949 году Виталий был арестован и выслан на 25 лет в Караганду. Там он женится, и вскоре у Галины Кравченко появилась внучка. В середине 1950-х годов Виталий Кравченко был реабилитирован и вернулся домой с молодой семьёй. Умер от волчанки в 1966 году.
В 1971 году опубликовала мемуары «Мозаика прошлого».
В 1980 году ей было присвоено звание  заслуженной артистки РСФСР.
Скончалась 5 марта 1996 года на 92-м году жизни. Похоронена на Ваганьковском кладбище вместе с матерью и сыном.

## Фильмография
- 1924 — Аэлита
- 1924 — Банда батьки Кныша
- 1924 — В угаре нэпа — Галина Веселовская
- 1924 — Папиросница от Моссельпрома — киноактриса
- 1925 — Золотой запас
- 1926 — Лесная быль — Ванда
- 1926 — Медвежья свадьба
- 1927 — Булат-Батыр — Елена фон Брандт
- 1927 — Солистка его величества — Наташа, балерина
- 1928 — Альбидум — Сесиль
- 1928 — Кукла с миллионами — Бланш, балерина
- 1928 — Свои и чужие — Катька
- 1929 — Весёлая канарейка — мадемуазель Брио, артистка варьете
- 1929 — Комета — Зейнаб-Хаят
- 1930 — Кавказский пленник — Жанна Омер де Гелль
- 1933 — Первый взвод — Олеся
- 1933 — Великий утешитель — Аннабель Адамс
- 1933 — Жить — актриса
- 1934 — Кража зрения
- 1935 — Путь корабля — женщина в сарафане
- 1935 — Сердце гор — Дэси
- 1939 — Девушка с характером — мама потерявшегося ребёнка
- 1941 — Суворов — Лопухина (в титрах не указана)
- 1941 — В сторожевой будке — Оксана (к/м)
- 1956 — 300 лет тому… — Гелена
- 1958 — Новый аттракцион
- 1959 — Капитан первого ранга
- 1959 — Исправленному верить — мать Зои
- 1960 — Первое свидание — мать Алексея
- 1961 — В начале века — Розалия Марковна Плеханова
- 1961 — Две жизни — Вырубова (в титрах не указана)
- 1965—1966 — Война и мир. Фильм 1 и Фильм 2 — княгиня Мария Львовна Курагина
- 1966 — Душечка — Анна Сергеевна
- 1967 — Девочка на шаре — бабушка Дениса Кораблёва
- 1971 — Карусель. Из рассказов и записных книжек А. П. Чехова — покупательница (в новелле «Поленька»; в титрах не указана)
- 1971 — Молодые
- 1972 — Комитет девятнадцати (в титрах не указана)
- 1973 — Капля в море — женщина на балконе (в титрах не указана)
- 1977 — Всё дело в брате — член приёмной комиссии в цирковом училище
- 1979 — Мятежная баррикада — дама в трауре
- 1980 — Тайна Эдвина Друда — миссис Криспаркл
- 1981 — 34-й скорый — пассажирка с собачкой
- 1981 — История одной любви (в титрах не указана)
- 1982 — Мать Мария
- 1983 — Анна Павлова

## Награды и звания
- Медаль «За трудовую доблесть» (6 марта 1950) — за выдающиеся заслуги в развитии советской кинематографии, в связи с 30-летием[4].
- Заслуженный артист РСФСР (1980).